# Lekkoatletyka na Letnich Igrzyskach Olimpijskich 2020 – bieg na 800 m mężczyzn
Konkurs mężczyzn w biegu na 800 metrów podczas XXXII Letnich Igrzysk Olimpijskich w Tokio odbył się w dniach 31 lipca - 4 sierpnia 2021. Do rywalizacji przystąpiło 48 sportowców. Arena zawodów był Stadion Olimpijski w Tokio. Mistrzem olimpijskim został Kenijczyk Emmanuel Korir, wicemistrzem jego rodak Ferguson Rotich, a brąz zdobył Polak Patryk Dobek.
Był to XXIX olimpijski konkurs w biegu na 800 m mężczyzn.

## Terminarz
godziny zostały podane w czasie japońskim (UTC+9)
| Data            | Godzina rozpoczęcia |          |
| Data            | UTC+09:00           |          |
| --------------- | ------------------- | -------- |
| 31 lipca 2021   | 9:50                | runda I  |
| 1 sierpnia 2021 | 20:25               | półfinał |
| 4 sierpnia 2021 | 21:05               | finał    |

## System rozgrywek
W rundzie I udział wzięło 48 sportowców. Odbyło się 6 biegów po 8 zawodników, z których awans wywalczyło trzech pierwszych biegaczy oraz sześć najszybszych zawodników z dalszych miejsc ze wszystkich biegów.
W półfinałach odbyły się 3 biegi po 8 zawodników. Do finału awansowało po dwóch najlepszych biegaczy z każdego biegu oraz dwóch najszybszych zawodników z dalszych miejsc ze wszystkich biegów.
W finale miało wystartować 8 finalistów, jednak decyzją sędziów podjętą po biegach półfinałowych dopuszczono dziewiątego biegacza.

## Rekordy
Przed rozpoczęciem zawodów aktualny rekord świata i rekord olimpijski były następujące:
| WR | David Rudisha | 1:40.91 | Londyn | 9 sierpnia 2012 |
| OR | David Rudisha | 1:40.91 | Londyn | 9 sierpnia 2012 |

## Wyniki
| OR - rekord olimpijski \| NR - rekord krajowy \| PB - rekord życiowy \| =PB - wyrównany rekord życiowy \| SB - najlepszy wynik w sezonie \| =SB - wyrównany najlepszy wynik w sezonie |
| DNS - nie wystartował \| DNF - nie ukończył \|DSQ - dyskwalifikacja |

### Runda I

#### Bieg 1
| Pozycja | Tor | Zawodnik           | Państwo           | Czas    | Uwagi |
| ------- | --- | ------------------ | ----------------- | ------- | ----- |
| 1       | 4   | Ferguson Rotich    | Kenia             | 1:43.75 | Q     |
| 2       | 7   | Peter Bol          | Australia         | 1:44.13 | Q,    |
| 3       | 1   | Elliot Giles       | Wielka Brytania   | 1:44.49 | Q     |
| 4       | 2   | Abdelati El Guesse | Maroko            | 1:44.84 | q,    |
| 5       | 5   | Isaiah Jewett      | Stany Zjednoczone | 1:45.07 | q     |
| 6       | 8   | Tony van Diepen    | Holandia          | 1:46.03 |       |
| 7       | 3   | Pol Moya           | Andora            | 1:47.44 |       |
| 8       | 6   | Musa Hajdari       | Kosowo            | 1:48.96 |       |

#### Bieg 2
| Pozycja | Tor | Zawodnik                 | Państwo                      | Czas    | Uwagi |
| ------- | --- | ------------------------ | ---------------------------- | ------- | ----- |
| 1       | 4   | Marco Arop               | Kanada                       | 1:45.26 | Q     |
| 2       | 3   | Amel Tuka                | Bośnia i Hercegowina         | 1:45.48 | Q     |
| 3       | 2   | Gabriel Tual             | Francja                      | 1:45.63 | Q     |
| 4       | 1   | Pablo Sánchez-Valladares | Hiszpania                    | 1:46.06 |       |
| 5       | 7   | Andreas Kramer           | Szwecja                      | 1:46.44 |       |
| 6       | 6   | Oliver Dustin            | Wielka Brytania              | 1:46.94 |       |
| 7       | 8   | Alex Beddoes             | Wyspy Cooka                  | 1:47.26 | NR    |
| 8       | 5   | Francky Mbotto           | Republika Środkowoafrykańska | 1:48.26 | NR    |

#### Bieg 3
| Pozycja | Tor | Zawodnik          | Państwo           | Czas    | Uwagi |
| ------- | --- | ----------------- | ----------------- | ------- | ----- |
| 1       | 1   | Clayton Murphy    | Stany Zjednoczone | 1:45.53 | Q     |
| 2       | 6   | Daniel Rowden     | Wielka Brytania   | 1:45.73 | Q     |
| 3       | 2   | Abdessalem Ayouni | Tunezja           | 1:45.73 | Q,    |
| 4       | 8   | Charlie Hunter    | Australia         | 1:45.91 | q     |
| 5       | 4   | Saúl Ordóñez      | Hiszpania         | 1:45.98 |       |
| 6       | 7   | Brandon McBride   | Kanada            | 1:46.32 |       |
| 7       | 3   | Melese Nberet     | Etiopia           | 1:47.80 |       |
| 8       | 5   | James Chiengjiek  | EOR               | 2:02.04 |       |

#### Bieg 4
| Pozycja | Tor | Zawodnik              | Państwo   | Czas    | Uwagi |
| ------- | --- | --------------------- | --------- | ------- | ----- |
| 1       | 8   | Nijel Amos            | Botswana  | 1:45.04 | Q     |
| 2       | 6   | Michael Saruni        | Kenia     | 1:45.21 | Q     |
| 3       | 7   | Adrián Ben            | Hiszpania | 1:45.30 | Q     |
| 4       | 5   | Jeff Riseley          | Australia | 1:45.41 | q     |
| 5       | 2   | Oussama Nabil         | Maroko    | 1:45.64 | q     |
| 6       | 1   | Pierre-Ambroise Bosse | Francja   | 1:45.97 | q     |
| 7       | 3   | Ryan Sánchez          | Portoryko | 1:47.07 |       |
| 8       | 4   | Thiago André          | Brazylia  | 1:47.25 |       |

#### Bieg 5
| Pozycja | Tor | Zawodnik            | Państwo   | Czas    | Uwagi |
| ------- | --- | ------------------- | --------- | ------- | ----- |
| 1       | 1   | Jesús Tonatiú López | Meksyk    | 1:46.14 | Q     |
| 2       | 5   | Eliott Crestan      | Belgia    | 1:46.19 | Q     |
| 3       | 7   | Patryk Dobek        | Polska    | 1:46.59 | Q     |
| 4       | 3   | Mark English        | Irlandia  | 1:46.75 |       |
| 5       | 4   | Benjamin Robert     | Francja   | 1:47.12 |       |
| 6       | 6   | Eric Nzikwinkunda   | Burundi   | 1:47.97 |       |
| 7       | 2   | Andrés Arroyo       | Portoryko | 1:53.09 |       |
| 8       | 8   | Dennick Luke        | Dominika  | 1:54.30 |       |

#### Bieg 6
| Pozycja | Tor | Zawodnik                | Państwo           | Czas    | Uwagi |
| ------- | --- | ----------------------- | ----------------- | ------- | ----- |
| 1       | 6   | Emmanuel Korir          | Kenia             | 1:45.33 | Q     |
| 2       | 3   | Mateusz Borkowski       | Polska            | 1:45.34 | Q     |
| 3       | 5   | Bryce Hoppel            | Stany Zjednoczone | 1:45.64 | Q     |
| 4       | 1   | Mostafa Smaili          | Maroko            | 1:46.05 |       |
| 5       | 8   | Yassine Hethat          | Algieria          | 1:46.20 |       |
| 6       | 7   | Abubaker Haydar Abdalla | Katar             | 1:47.45 |       |
| 7       | 4   | Wesley Vázquez          | Portoryko         | 1:49.06 | SB    |
| —       | 2   | Ayanleh Souleiman       | Dżibuti           | DNS     |       |

### Półfinały

#### Półfinał 1
| Pozycja | Tor | Zawodnik            | Państwo           | Czas    | Uwagi |
| ------- | --- | ------------------- | ----------------- | ------- | ----- |
| 1       | 3   | Patryk Dobek        | Polska            | 1:44.60 | Q     |
| 2       | 6   | Emmanuel Korir      | Kenia             | 1:44.74 | Q     |
| 3       | 5   | Jesús Tonatiú López | Meksyk            | 1:44.77 |       |
| 4       | 9   | Eliott Crestan      | Belgia            | 1:44.84 | PB    |
| 5       | 4   | Bryce Hoppel        | Stany Zjednoczone | 1:44.91 |       |
| 6       | 2   | Abdessalem Ayouni   | Tunezja           | 1:44.99 | NR    |
| 7       | 7   | Charlie Hunter      | Australia         | 1:46.73 |       |
| 8       | 8   | Abdelati El Guesse  | Maroko            | 1:46.85 |       |

#### Półfinał 2
| Pozycja | Tor | Zawodnik          | Państwo           | Czas    | Uwagi |
| ------- | --- | ----------------- | ----------------- | ------- | ----- |
| 1       | 6   | Peter Bol         | Australia         | 1:44.11 | Q,    |
| 2       | 5   | Clayton Murphy    | Stany Zjednoczone | 1:44.18 | Q     |
| 3       | 7   | Gabriel Tual      | Francja           | 1:44.28 | q,    |
| 4       | 4   | Adrián Ben        | Hiszpania         | 1:44.30 | q     |
| 5       | 8   | Daniel Rowden     | Wielka Brytania   | 1:44.35 | SB    |
| 6       | 9   | Michael Saruni    | Kenia             | 1:44.55 | SB    |
| 7       | 3   | Marco Arop        | Kanada            | 1:44.90 |       |
| 8       | 2   | Mateusz Borkowski | Polska            | 1:46.54 |       |

#### Półfinał 3
| Pozycja | Tor | Zawodnik              | Państwo              | Czas    | Uwagi |
| ------- | --- | --------------------- | -------------------- | ------- | ----- |
| 1       | 6   | Ferguson Rotich       | Kenia                | 1:44.04 | Q     |
| 2       | 8   | Amel Tuka             | Bośnia i Hercegowina | 1:44.53 | Q,    |
| 3       | 4   | Elliot Giles          | Wielka Brytania      | 1:44.74 |       |
| 4       | 7   | Oussama Nabil         | Maroko               | 1:46.42 |       |
| 5       | 2   | Jeff Riseley          | Australia            | 1:47.17 |       |
| 6       | 9   | Pierre-Ambroise Bosse | Francja              | 1:48.62 |       |
| 7       | 5   | Isaiah Jewett         | Stany Zjednoczone    | 2:38.12 |       |
| 8       | 3   | Nijel Amos            | Botswana             | 2:38.49 | qR    |

### Finał

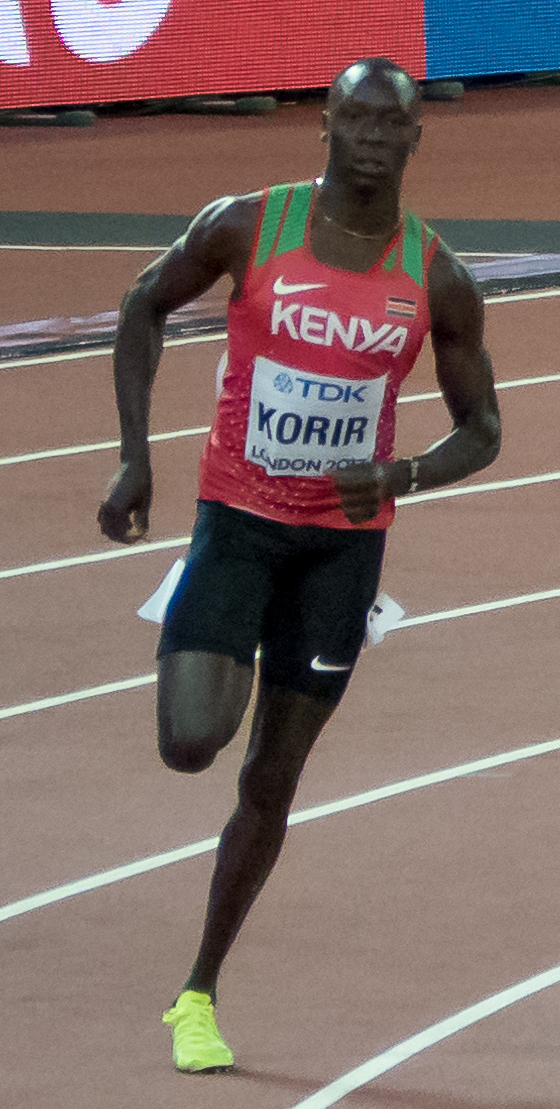
Zwycięzca konkursu Emmanuel Korir

| Pozycja | Tor | Zawodnik        | Państwo              | Czas    | Uwagi |
| ------- | --- | --------------- | -------------------- | ------- | ----- |
| złoto   | 4   | Emmanuel Korir  | Kenia                | 1:45.06 |       |
| srebro  | 6   | Ferguson Rotich | Kenia                | 1:45.23 |       |
| brąz    | 3   | Patryk Dobek    | Polska               | 1:45.39 |       |
| 4       | 8   | Peter Bol       | Australia            | 1:45.92 |       |
| 5       | 7   | Adrián Ben      | Hiszpania            | 1:45.96 |       |
| 6       | 2   | Amel Tuka       | Bośnia i Hercegowina | 1:45.98 |       |
| 7       | 1   | Gabriel Tual    | Francja              | 1:46.03 |       |
| 8       | 9   | Nijel Amos      | Botswana             | 1:46.41 |       |
| 9       | 5   | Clayton Murphy  | Stany Zjednoczone    | 1:46.53 |       |